# Hesselø
Hesselø är en obebodd dansk ö i Kattegatt. Den lilla ön, 0,7 kvadratkilometer, är belägen cirka tre mil norr om Själlands nordkust och sju mil väster om Höganäs på den skånska västkusten. På ön finns ett fyrtorn och en väderstation samt en liten flygplats. Hesselø var bebodd till år 2005.
År 1983 letade danska företag efter olja vid Hesselø, något som föranledde hård ordväxling mellan Sverige och Danmark om gränsen i havet mellan de båda länderna. Havet runt Hesselø är kulturskyddat.